# Apanteles kubensis
Apanteles kubensis är en stekelart som beskrevs av Abdinbekova 1969. Apanteles kubensis ingår i släktet Apanteles och familjen bracksteklar. Inga underarter finns listade i Catalogue of Life.